# Schizocapnodium sarcinellum
Schizocapnodium sarcinellum är en svampart som beskrevs av Fairm. 1921. Schizocapnodium sarcinellum ingår i släktet Schizocapnodium och familjen Nitschkiaceae.   Inga underarter finns listade i Catalogue of Life.